# Freeglut
freeglut — открытая альтернатива устаревшему OpenGL Utility Toolkit (GLUT). GLUT (и, следовательно, freeglut) позволяет пользователю создавать окна, предоставляющие контекст OpenGL на широком спектре платформ, и управлять ими, а также взаимодействовать с мышью, клавиатурой и джойстиком. freeglut предназначена для полной замены GLUT, и имеет очень немного отличий от неё.
С того времени, как оригинальный GLUT прекратил развитие, freeglut начал развиваться с целью улучшения предоставляемого инструментария. Он выпущен под лицензией X Consortium.

## История
Первоначальный автор freeglut — Павел В. Ольшта (при участии Андреаса Умбаха и Стива Бейкера). Поскольку Павел перестал работать c 3D-графикой, он передал эстафету Стиву Бейкеру. Стив в настоящее время является официальным владельцем / разработчиком freeglut, хотя Джон Фей делает большую часть работы.
Павел начал развитие freeglut 1 декабря 1999. Проект в настоящее время — практически 100 % замена оригинального GLUT, есть лишь несколько отличий (например, отказ от функций, специфичных для SGI, типа Dials&Buttons box и Dynamic Video Resolution).
freeglut содержит несколько усовершенствований по сравнению с первоначальной GLUT, но, в соответствии с принципами проекта, никаких существенных функций не добавлено.
Некоторые члены команды freeglut, решившие добавить новую функциональность, создали форк OpenGLUT. Развитие OpenGLUT остановилось в мае 2005, последний релиз, OpenGLUT-0.6.3, был в марте 2005. Одним из отличий OpenGLUT от freeglut является наличие работающей поддержки джойстиков, гироскопов и акселерометров.

## Статус
freeglut сейчас очень стабилен и имеет меньше ошибок, чем оригинальный GLUT. Тем не менее, спецификация оригинального GLUT содержит ряд неясных моментов, например, порядок вызова обратных вызовов. Поэтому программы, полагающиеся на не строго гарантированные спецификацией GLUT вещи, могут перестать работать, при замене GLUT на freeglut.
Новые изменения появляются периодически, однако, поскольку сегодня библиотека является достаточно стабильной и никаких новых функций не планируется, эти обновления требуются все реже и реже. В случае выхода новых версий GLUT это может измениться.
freeglut включен в некоторые дистрибутивы Linux вместо GLUT. Так freeglut совместим в GLUT на двоичном уровне, программы, собранные с использованием GLUT, могут быть связаны с freeglut без проблем.